# Powiat turczański (Galicja)
Powiat turczański - dawny powiat kraju koronnego Królestwo Galicji i Lodomerii, istniejący w latach 1867–1918.
Siedzibą c.k. starostwa była Turka. Powierzchnia powiatu w 1879 roku wynosiła 14,3175 mil kw. (823,83 km²), a ludność 53 193 osoby. Powiat liczył 73 osady, zorganizowane w 70 gmin katastralnych.
Na terenie powiatu działały 2 sądy powiatowe – w Turce i Boryni.

## Starostowie powiatu
- Aleksander Ziembicki (1871)
- Hieronim Morawski (1877 – )[1], honorowy obywatel miasta Zbaraża[2]

## Komisarze rządowi
- Adolf Jetmar (1871)
- Jan Glazarewicz, Grzegorz Bojkiewicz (1879–1882)